# Kaapo Kakko
Kaapo Kakko (* 13. února 2001 Turku) je finský profesionální hokejista, který v současnosti hraje za tým Seattle Kraken. Hraje na pravém křídle, zkušenosti má ale i s hraním na pozici středního útočníka. Kakko byl považován za největšího kandidáta vstupního draftu NHL 2019, jeho jedničkou se ale nakonec stal Jack Hughes. Krátce před draftem vyšlo najevo, že se Kakko nezúčastní testů na draft a že bude oslavovat zisk zlaté medaile z mistrovství světa. Kakko je jedním z mála hráčů, kteří mají jak cukrovku 1. typu, tak celiakii.
V lednu 2019 získal spolu s finským týmem zlatou medaili na Mistrovství světa juniorů v ledním hokeji 2019 a také v květnu 2019 na Mistrovství světa v ledním hokeji 2019.

## Ocenění a úspěchy
- 2018 MS18 – Top tří hráčů v týmu
- 2018 Liiga-20 – Nováček měsíce října 2018
- 2018 Liiga-20 – Trofej Yrjö Hakala
- 2019 Liiga – Nejlepší střelec mezi nováčcích
- 2019 Liiga – Nejproduktivnější hráč do 18 let
- 2019 Liiga – Cena Jarmo Wasamy
- 2019 MSJ – Vítězný gól
- 2019 MS – Nejproduktivnější hráč do 18 let
- 2019 MS – Top tří hráčů v týmu

## Prvenství
- Debut v NHL – 3. října 2019 (New York Rangers proti Winnipeg Jets)
- První gól v NHL – 12. října 2019 (New York Rangers proti Edmonton Oilers, kanadskému brankáři Mike Smith)
- První asistence v NHL – 22. října 2019 (New York Rangers proti Arizona Coyotes)

## Klubová statistika
| Sezóna        | Klub             | Soutěž        |     | Základní část | Základní část | Základní část | Základní část | Základní část |   | Play off | Play off | Play off | Play off | Play off |
| Sezóna        | Klub             | Soutěž        | Z   | G             | A             | B             | TM            | Z             | G | A        | B        | TM       |          |          |
| 2017–18       | Turun Palloseura | Liiga         | 6   | 0             | 1             | 1             | 0             | —             | — | —        | —        | —        |          |          |
| 2018–19       | Turun Palloseura | Liiga         | 45  | 22            | 16            | 38            | 10            | 5             | 4 | 1        | 5        | 6        |          |          |
| 2019–20       | New York Rangers | NHL           | 66  | 10            | 13            | 23            | 14            | 3             | 0 | 0        | 0        | 0        |          |          |
| 2020–21       | New York Rangers | NHL           | 48  | 9             | 8             | 17            | 10            | —             | — | —        | —        | —        |          |          |
| 2021–22       | New York Rangers | NHL           | 43  | 7             | 11            | 18            | 10            | 19            | 2 | 3        | 5        | 2        |          |          |
| 2022–23       | New York Rangers | NHL           | 82  | 18            | 22            | 40            | 8             | 7             | 1 | 1        | 2        | 0        |          |          |
| 2023–24       | New York Rangers | NHL           | 61  | 13            | 6             | 19            | 24            | 15            | 1 | 1        | 2        | 0        |          |          |
| 2024–25       | New York Rangers | NHL           | 30  | 4             | 10            | 14            | 14            | —             | — | —        | —        | —        |          |          |
| 2024–25       | Seattle Kraken   | NHL           | 49  | 10            | 20            | 30            | 24            | —             | — | —        | —        | —        |          |          |
| Liiga celkově | Liiga celkově    | Liiga celkově | 51  | 22            | 17            | 39            | 10            | 5             | 4 | 1        | 5        | 6        |          |          |
| NHL celkově   | NHL celkově      | NHL celkově   | 379 | 71            | 90            | 161           | 104           | 44            | 4 | 5        | 9        | 2        |          |          |

## Reprezentace
| Rok                           | Tým                           | Soutěž                        | Z  | G | A | B  | TM |
| ----------------------------- | ----------------------------- | ----------------------------- | -- | - | - | -- | -- |
| 2018                          | Finsko 18                     | MS18                          | 7  | 4 | 6 | 10 | 2  |
| 2019                          | Finsko 20                     | MSJ                           | 7  | 2 | 3 | 5  | 0  |
| 2019                          | Finsko                        | MS                            | 10 | 6 | 1 | 7  | 0  |
| 2023                          | Finsko                        | MS                            | 8  | 1 | 5 | 6  | 0  |
| Juniorská reprezentace celkem | Juniorská reprezentace celkem | Juniorská reprezentace celkem | 14 | 6 | 9 | 15 | 2  |
| Seniorská reprezentace celkem | Seniorská reprezentace celkem | Seniorská reprezentace celkem | 18 | 7 | 6 | 13 | 0  |